# Dmîtrivka, Novoukraiinka
Dmîtrivka (în ucraineană Дмитрівка) este un sat în comuna Kropîvnîțke din raionul Novoukraiinka, regiunea Kirovohrad, Ucraina.